# Carlos Fraenkel
Carlos Fraenkel (* 21. März 1971 in Münster) ist ein deutsch-brasilianischer Philosoph.
Fraenkel wuchs in Deutschland und São Paulo auf. Seine Großeltern waren als Juden aus Deutschland vertrieben worden. Er studierte in Berlin und Jerusalem Philosophie. Von 2013 bis 2015 war er Professor für Vergleichende Religionswissenschaft an der Oxford University und seit 2015 ist er James McGill Professor für Philosophie und Religion an der McGill University in Montreal. In Deutschland wurde er durch sein Buch Mit Platon in Palästina bekannt. Zu seinen Forschungsschwerpunkten gehören die Philosophien von Maimonides und Spinoza sowie die politische Philosophie.
Er hält als Gastprofessor Vorträge u. a. in Princeton, Jerusalem, Paris, München und Oxford. Des Weiteren schreibt er regelmäßig Essays für Die Zeit, die Neue Zürcher Zeitung, die London Review of Books, die New York Times und das Times Literary Supplement. Er war Laudator bei der Verleihung des Walter-Hasenclever-Preises der Stadt Aachen an Robert Menasse am 18. November 2018.

## Wichtigste Veröffentlichungen
- From Maimonides to Samuel ibn Tibbon: The Transformation of the Dalālat al-Ḥāʾirīn into the Moreh ha-Nevukhim (Hebrew), The Hebrew University Magnes Press, Jerusalem 2007, ISBN 978-965-493-300-1.
- Philosophical Religions from Plato to Spinoza. Reason, Religion, and Autonomy. Cambridge University Press, Cambridge 2012, ISBN 978-1-139-85104-6.
- Teaching Plato in Palestine. Philosophy in a Divided World. Princeton University Press, Princeton 2015, ISBN 978-1-4008-6579-6.
- Mit Platon in Palästina. Vom Nutzen der Philosophie in einer zerrissenen Welt. Carl Hanser Verlag, München 2016, ISBN 978-3-446-25209-7.

## Preise
- Mavis Gallant Prize for Non-Fiction 2015 (Kanada)
- William Dawson Scholarship for Outstanding Young Professors 2004-14 (McGill University)
- Shlomo Pines Prize for Outstanding Young Scholars 1999 (Israel)